# Alcover
Alcover ist eine katalanische Gemeinde in der Provinz Tarragona im Nordosten Spaniens. Sie liegt in der Comarca Alt Camp.

## Geographische Lage
Alcover liegt etwa 15 Kilometer nordwestlich von Tarragona. Der Fluss Francolí durchfließt die Gemarkung. Die Gemeinde liegt auf rund 243 Metern Höhe am Fuße der Bergkette La Mussarra und hat 5.348 Einwohner (Stand: 2024).

## Sehenswert
Historische Kleinstadt mit Überresten der mittelalterlichen Stadtmauer. Ruinen der denkmalgeschützten romanischen Kirche "Esglesia Vella" aus dem 12. Jahrhundert. Arkadenplatz. Rathaus aus dem 16. Jahrhundert.

## Fotos

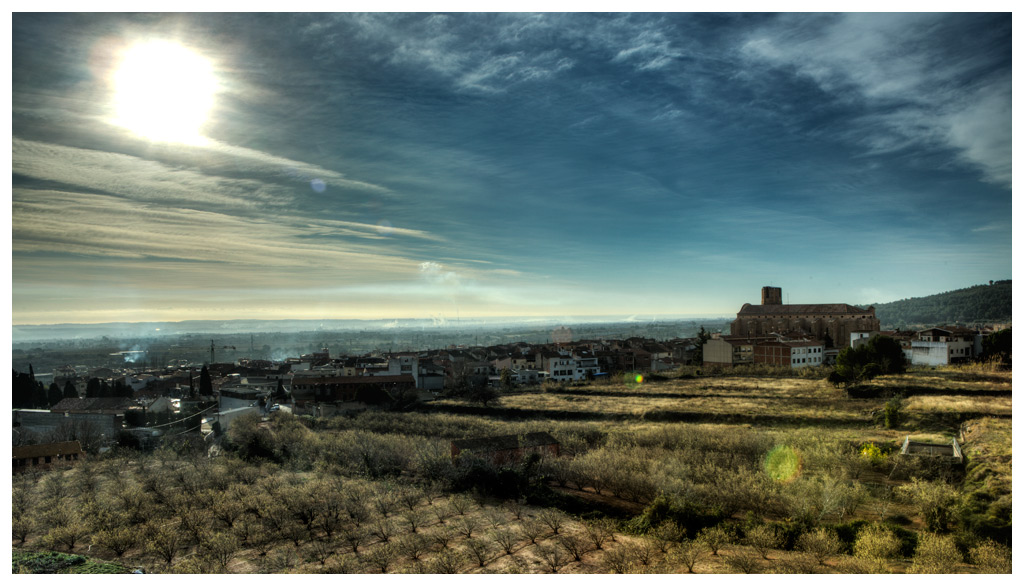
Panoramablick über Alcover
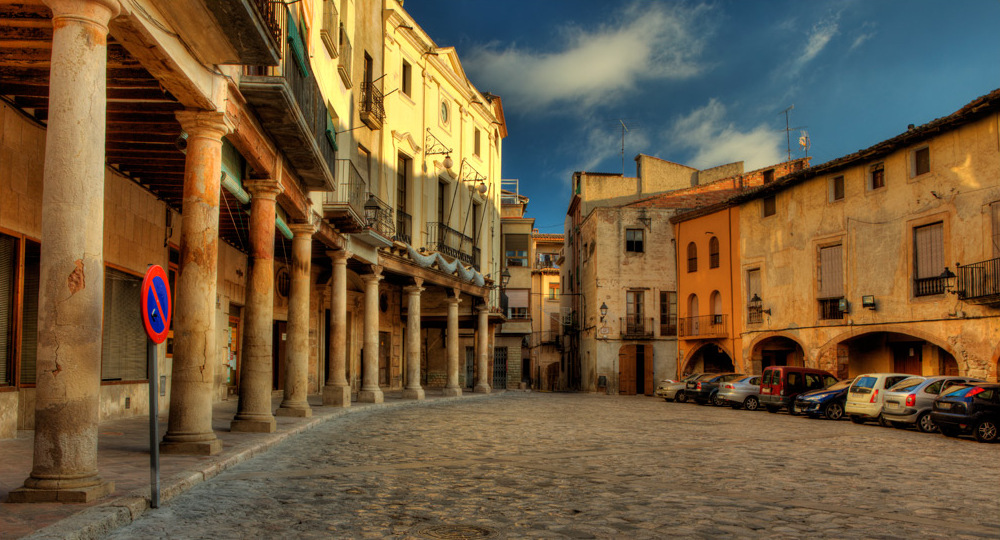
Rathausplatz Alcover
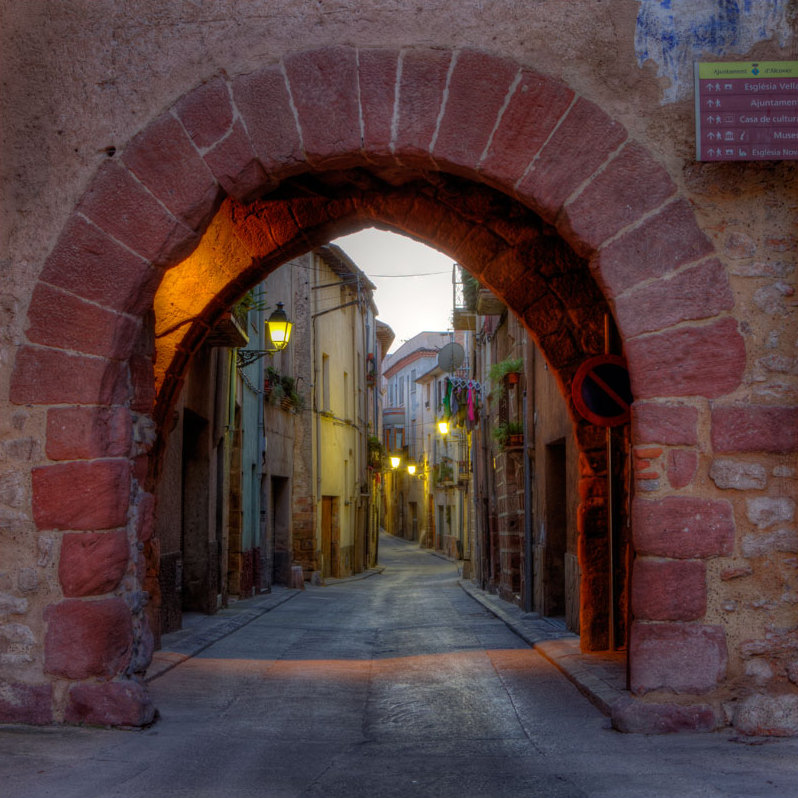
Toreinfahrt Alcover
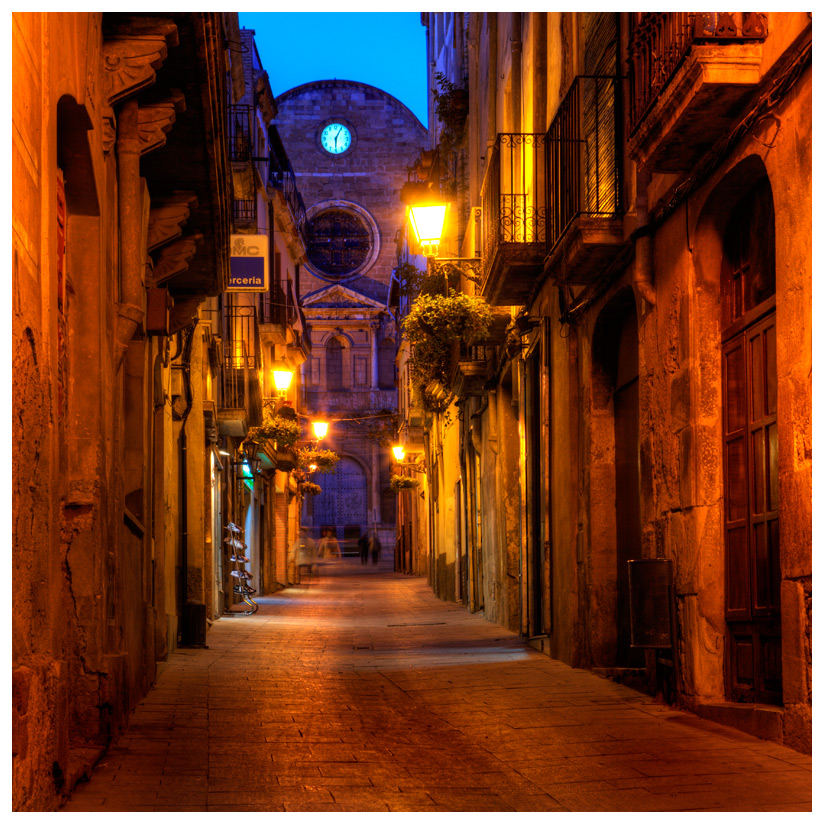
Carrer de rec - Alcover